# جنگل‌زدایی بر پایه قاره

در دهه‌های پس از ۱۹۹۰، آمریکای جنوبی و آفریقا بیشترین میزان از دست رفتن مساحت جنگل‌ها را نشان داده‌اند، به طوری که میزان خالص از دست رفتن جنگل‌ها در جهان در دهه ۲۰۱۰ هنوز حدود ۶۰ درصد از ارزش آن در دهه ۱۹۹۰ است.

نرخ‌ها و عوامل جنگل‌زدایی در سراسر جهان از منطقه‌ای به منطقه دیگر متفاوت است. در سال ۲۰۰۹، دوسوم از جنگل‌های جهان تنها در ۱۰ کشور قرار داشتند: روسیه، برزیل، کانادا، ایالات متحده، چین، استرالیا، جمهوری دموکراتیک کنگو، اندونزی، هند وپرو.
برآورد شده است که جنگل‌زدایی سالانه در سطح جهانی مجموعاً به ۱۳٫۷ میلیون هکتار در سال برسد، که تقریباً برابر با مساحت یونان است. نیمی از مناطقی که جنگل‌زدایی را تجربه می‌کنند شامل جنگل‌های جدید یا رشد جنگل‌ها هستند. علاوه بر جنگل‌زدایی ناشی از فعالیت‌های انسانی، جنگل‌های در حال رشد نیز تحت تأثیر تغییرات اقلیمی قرار گرفته‌اند. پروتکل کیوتو شامل توافقی برای جلوگیری از جنگل‌زدایی است، اما اقدامات مشخصی برای اجرای آن تعیین نکرده است.

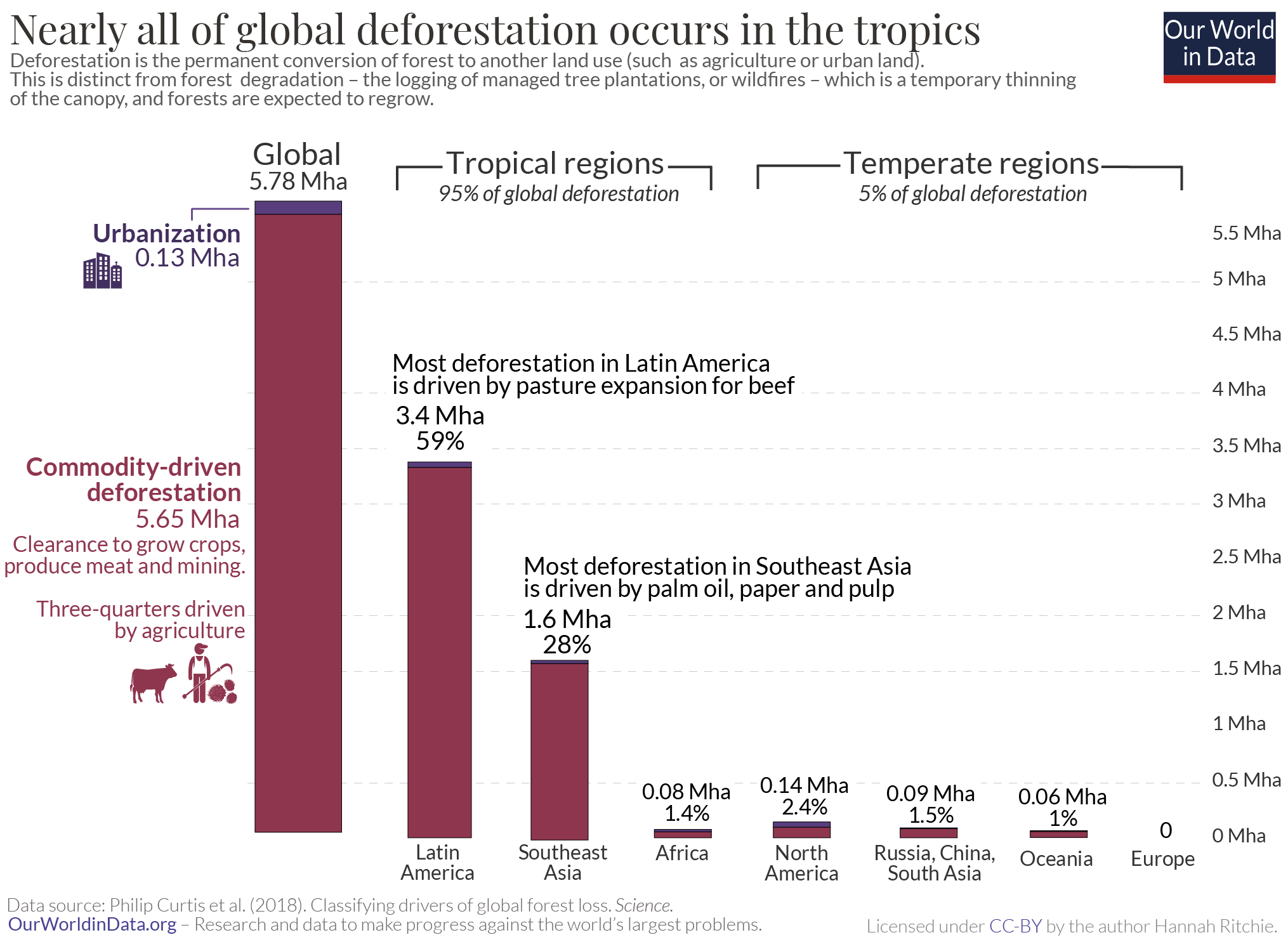
درصد زیادی از جنگل‌زدایی جهانی در مناطق استوایی رخ می‌دهد.

## آفریقا
تا سال ۲۰۰۸، تخمین زده شد که جنگل‌زدایی در آفریقا با دو برابر نرخ متوسط جهانی رخ می‌دهد، طبق گزارش برنامه محیط زیست سازمان ملل متحد (UNEP). برخی منابع ادعا می‌کنند که جنگل‌زدایی تقریباً ۹۰٪ از جنگل‌های اصلی غرب آفریقا را از بین برده است. امروزه، جنگل‌زدایی در آفریقای مرکزی با سرعت بیشتری ادامه دارد.
طبق گزارش سازمان غذا و کشاورزی ملل متحد (FAO)، آفریقا در دهه‌های ۱۹۸۰، ۱۹۹۰ و اوایل ۲۰۰۰ بیشترین درصد از جنگل‌های استوایی را در میان تمام قاره‌ها از دست داده است. بر اساس آمار FAO در سال ۱۹۹۷، تنها ۲۲٫۸٪ از جنگل‌های مرطوب غرب آفریقا باقی مانده‌اند که بسیاری از آن‌ها تخریب شده‌اند. نیجریه در فاصله سال‌های ۱۹۹۰ تا ۲۰۰۵، ۸۱٪ از جنگل‌های قدیمی خود را از دست داده است.
جنگل‌زدایی گسترده امنیت غذایی را در برخی کشورهای آفریقایی تهدید می‌کند. یکی از عوامل مؤثر در نرخ بالای جنگل‌زدایی در این قاره وابستگی ۹۰٪ از جمعیت آن به چوب به‌عنوان سوخت برای گرمایش و پخت‌وپز است.
تحقیقات انجام‌شده توسط صندوق جهانی طبیعت (WWF) در سال ۲۰۰۶ نشان می‌دهد که نرخ قطع غیرقانونی درختان در آفریقا از ۵۰٪ در کامرون و گینه استوایی تا ۷۰٪ در گابن و ۸۰٪ در لیبریا متغیر است. درآمد حاصل از چوب در لیبریا نقش مهمی در تأمین مالی جنگ داخلی سیرالئون و سایر درگیری‌های مسلحانه منطقه‌ای داشت تا اینکه شورای امنیت سازمان ملل در سال ۲۰۰۳ ممنوعیتی بر تمام صادرات چوب لیبریا اعمال کرد.

### جمهوری دموکراتیک کنگو
جنگل‌زدایی در جمهوری دموکراتیک کنگو تا حدی ناشی از قطع غیرقانونی درختان و استخراج معادن بوده است، اما عمدتاً به دلیل نیازهای ناشی از فعالیت‌های معیشتی جمعیت فقیر رخ داده است. در شرق کشور، بیش از سه میلیون نفر در فاصله‌ای کمتر از یک روز پیاده‌روی از ا زندگی می‌کنند. بسیاری از این افراد از چوب جنگل‌های پارک برای سوخت، ساخت‌وساز و تولید زغال چوب استفاده می‌کنند. جنگل‌زدایی ناشی از کشاورزی معیشتی تهدیدی جدی برای پارک و به‌ویژه زیستگاه گوریل کوهستانی در معرض خطر انقراض است.
از سال ۲۰۱۴ تا ۲۰۱۸، نرخ قطع درختان در جمهوری دموکراتیک کنگو دو برابر شده است.

### اتیوپی
علت اصلی جنگل‌زدایی در کشور آفریقایی اتیوپی افزایش جمعیت و در نتیجه افزایش تقاضا برای کشاورزی، تولید دام و سوخت زیستی است. سایر عوامل شامل سطح پایین آموزش و عدم فعالیت دولت هستند، اگرچه دولت فعلی برخی اقدامات را برای مقابله با جنگل‌زدایی انجام داده است.
سازمان‌هایی مانند فارم آفریقا با دولت‌های فدرال و محلی همکاری می‌کنند تا یک سیستم مدیریت جنگل ایجاد کنند. اتیوپی، سومین کشور بزرگ آفریقا از نظر جمعیت، بارها به دلیل کمبود بارندگی و تخریب منابع طبیعی دچار قحطی شده است. جنگل‌زدایی احتمال بارندگی را که از قبل نیز کم بود، کاهش داده و فرسایش را افزایش داده است.
برکلی بایسا، یک کشاورز اتیوپیایی، نمونه‌ای از دلایل جنگل‌زدایی را ارائه می‌دهد. او گزارش داده است که منطقه‌اش قبلاً جنگلی و پر از حیات‌وحش بود، اما افزایش جمعیت باعث شد مردم به این زمین‌های حاصلخیز بیایند و آن را برای کشت محصولات پاکسازی کنند و تمام درختان را برای فروش به عنوان هیزم قطع کنند.
اتیوپی در ۵۰ سال گذشته ۹۸٪ از مناطق جنگلی خود را از دست داده است. در آغاز قرن بیستم، حدود ۴۲۰٬۰۰۰ کیلومتر مربع (۱۶۰٬۰۰۰ مایل مربع) یا ۳۵٪ از زمین‌های اتیوپی پوشیده از جنگل بود. گزارش‌های اخیر نشان می‌دهند که اکنون جنگل‌ها کمتر از ۱۴٫۲٪ یا حتی فقط ۱۱٫۹٪ از مساحت کشور را در سال ۲۰۰۵ پوشش می‌دهند. بین سال‌های ۱۹۹۰ تا ۲۰۰۵، این کشور ۱۴٪ از جنگل‌های خود را از دست داده است که معادل ۲۱٬۰۰۰ کیلومتر مربع (۸٬۱۰۰ مایل مربع) است.

### کنیا
در سال ۱۹۶۳، پوشش جنگلی کنیا حدود ۱۰ درصد بود؛ اما تا سال ۲۰۰۶، این میزان به تنها ۱٫۷ درصد کاهش یافت. بین سال‌های ۲۰۰۰ تا ۲۰۲۰، کنیا با کاهش ۶ درصدی پوشش درختی مواجه شد و ۲۸۵ هزار هکتار از جنگل‌های خود را از دست داد.

### ماداگاسکار
جنگل‌زدایی، همراه با بیابان‌زایی، تخریب منابع آبی و فرسایش خاک، تقریباً ۹۴٪ از زمین‌های زیست‌پذیر ماداگاسکار را تحت تأثیر قرار داده است. از زمان ورود انسان‌ها به این جزیره حدود ۲۰۰۰ سال پیش، ماداگاسکار بیش از ۹۰٪ از جنگل‌های اولیه خود را از دست داده است. بیشتر این تخریب پس از استقلال از فرانسه رخ داده و عمدتاً ناشی از استفاده مردم محلی از روش‌های کشاورزی سوزاندن و پاکسازی زمین برای تأمین معیشت بوده است.

### نیجریه
طبق گزارش سازمان غذا و کشاورزی ملل متحد (FAO)، نیجریه بالاترین نرخ جنگل‌زدایی اولیه در جهان را دارد. این کشور در پنج سال گذشته بیش از نیمی از جنگل‌های اولیه خود را از دست داده است. عوامل اصلی این تخریب شامل قطع درختان، کشاورزی معیشتی و جمع‌آوری هیزم برای سوخت هستند. تقریباً ۹۰٪ از جنگل‌های بارانی غرب آفریقا نابود شده است

## آسیا

### شرق آسیا

#### ژاپن
یویچی کورودا در اینجا تاریخچه و نمای کلی فعلی «تخریب گسترده زمین و چشم‌انداز» را ترسیم می‌کند. همچنین به رانش زمین و فرسایش مراجعه کنید.

### آسیای شمالی

#### روسیه
روسیه دارای بزرگ‌ترین مساحت جنگل‌ها در میان کشورهای جهان است، با حدود ۱۲ میلیون کیلومتر مربع جنگل‌های تایگا، که از جنگل‌های آمازون نیز بزرگ‌تر است. جنگل‌های روسیه شامل ۵۵٪ از مخروطیان جهان هستند و ۱۱٪ از زیست‌توده زمین را تشکیل می‌دهند. تخمین زده می‌شود که سالانه ۲۰٬۰۰۰ کیلومتر مربع (۷٬۷۰۰ مایل مربع) از این جنگل‌ها نابود می‌شوند. مناطق نزدیک‌تر به چین بیشترین تأثیر را می‌پذیرند، زیرا چین منبع اصلی چوب است. جنگل‌زدایی در روسیه به‌ویژه مخرب است، زیرا این جنگل‌ها به دلیل زمستان‌های بسیار سرد، فصل رشد کوتاهی دارند و بنابراین مدت بیشتری طول می‌کشد تا بهبود یابند.